# Westendhall

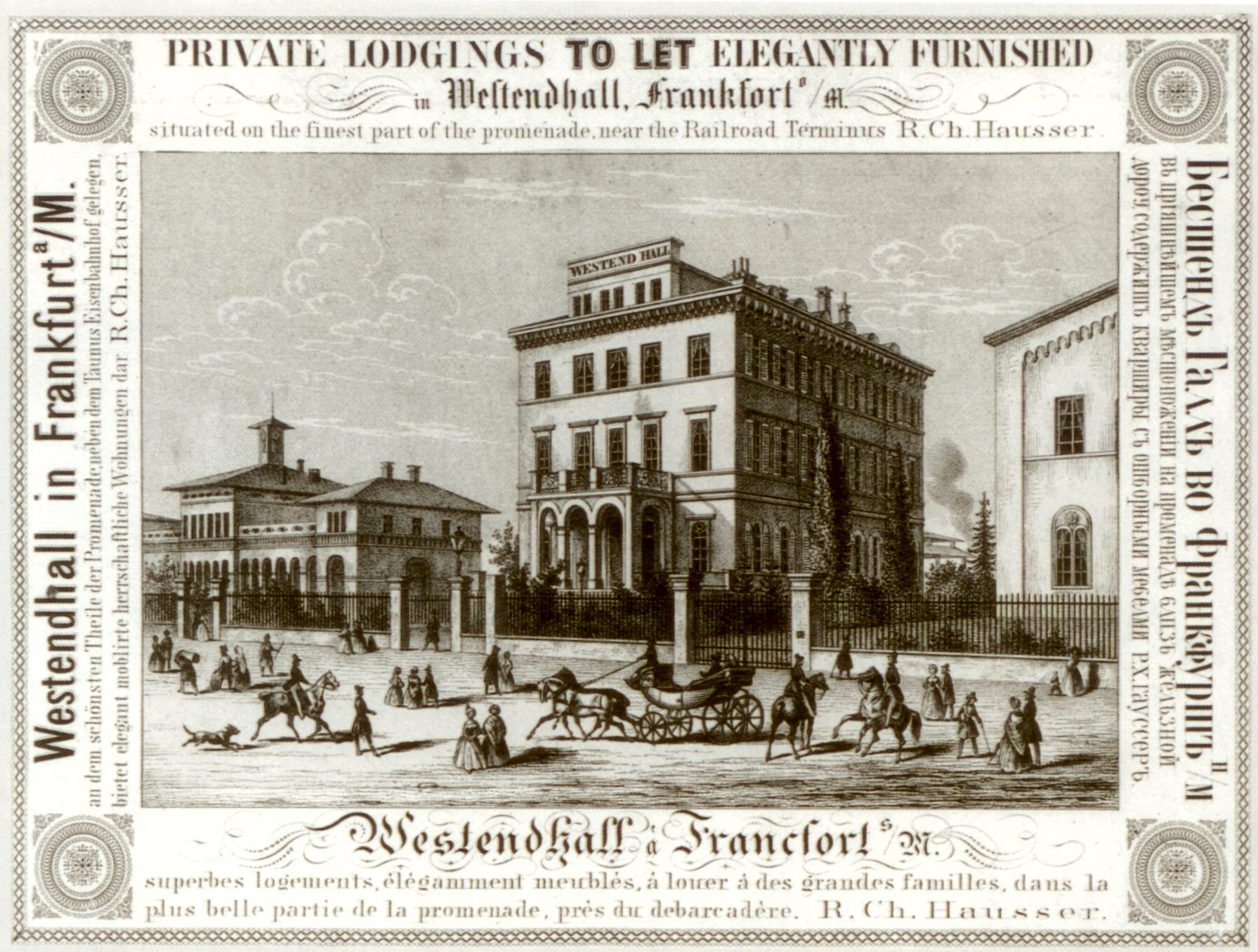
Hotel Westendhall, 1853

Westendhall war die Bezeichnung einer seit August 1848 bestehenden politischen Fraktion der gemäßigten Linken in der Frankfurter Nationalversammlung. Sie entstand als Abspaltung aus dem Württemberger Hof und dem Deutschen Hof. 

## Name und politische Positionen
Wie bei den meisten Fraktionen der Nationalversammlung bezieht sich der Name auf den üblichen Versammlungsort der Fraktionsangehörigen in Frankfurt am Main. Das Hotel Westendhall lag an der Taunusanlage zwischen Taunusbahnhof und Main-Weser-Bahnhof.
Die Westendhall-Fraktion war eine gemäßigte Abspaltung der linken und demokratischen Fraktion Deutscher Hof und der linksliberalen Fraktion Württemberger Hof. Von der Linken spöttisch als „Linke im Frack“ bezeichnet, unterstützte die Fraktion die Reichsverfassung, war allerdings gegen eine Vereinbarung derselben mit den deutschen Bundesstaaten. Zwar unterstützte die Fraktion eigentlich eine republikanische Staatsform, stimmte jedoch teilweise, um überhaupt einer Staatsform eine Mehrheit zu verschaffen, der Position der Casino-Fraktion zu und unterstützte in der entscheidenden Abstimmung die Erbkaiserlichen.

## Mitglieder
Als führender Kopf der Fraktion Westendhall galt Heinrich Simon, weitere bekannte Politiker waren Gottlob Friedrich Federer, Wilhelm Heinrich Murschel, Franz Raveaux, Adolph Gottlieb Ferdinand Schoder, Jodocus Temme, Friedrich Wilhelm Schulz und Friedrich Theodor Vischer.